# 대전화정초등학교
대전화정초등학교(大田禾井初等學校)는 대한민국 대전광역시 대덕구에 있는 공립 초등학교이다.
대전광역시교육청 교육감인 설동호가 처음으로 교편을 잡았던 학교이다.

## 학교 연혁
- 1971년 3월 1일 대전화정국민학교 개교(12학급 편성)
- 1996년 3월 1일 대전화정초등학교로 개칭
- 2005년 3월 1일 시지정 국악정책 연구학교
- 2007년 3월 1일 문광부 지원 지역문화예술교육 모델발굴사업학교 운영
- 2008년 3월 1일 교육부 지정 체력보건향상시스템 연구학교 운영
- 2010년 10월 27일 상담실 개관
- 2012년 3월 1일 ~ 2014년 2월 28일 대전광역시교육청 지정 교육정책 연구학교(2009 개정 교육과정)
- 2014년 7월 16일 본관동 준공

- 2015년 3월 1일 21학급 편성(특수학급 1학급 포함)

- 2016년 3월 1일 20학급
- 2016년 3월 7일 병설유치원 개원(2학급
- 2016년 3월 17일 친구사랑 3운동 선도학교(대전광역시교육청)
- 2016년 3월 17일 교원 현장자율직무연수 운영학교(대전교육연수원)
- 2016년 3월 28일 운동장 조성 지원 사업(대덕구청)
- 2016년 4월 8일 학부모 지원사업학교(대전평생학습관)
- 2016년 4월 12일 희망학교 지원사업학교(대전광역시교육청)
- 2016년 4월 14일 신체활동 7560+ 선도학교(대전광역시교육청)
- 2016년 6월 1일 급식실 개선 사업(대전광역시 교육청)
- 2016년 7월 14일 제28회 초중학생 음악경연대회-가야금병창 부문(동상)
- 2016년 8월 11일 저염미식 시범학교(충남대학교)
- 2016년 9월 22일 제26회 민속놀이 경연대회-사물놀이 (앉은반)부문(금상)

- 2017년 2월 17일 공부하는 운동선수 방과후학교(대전광역시교육청)
- 2017년 3월 1일 친구사랑 3운동 선도학교(대전광역시교육청)
- 2017년 3월 9일 도농교류협력사업학교 선정(농림축산식품부)
- 2017년 3월 16일 기초학력향상지원사업 두드림학교(대전광역시교육청)
- 2017년 3월 17일 교직원 현장자율직무연수 공모(대전교육연수원)
- 2017년 3월 20일 수요자 중심 맞춤형 원격연수 지원(대전교육연수원)
- 2017년 3월 24일 학부모 재능기부 지원<사서도우미>(대전광역시교육청)
- 2017년 4월 10일 2017 미디어교육 운영학교지원(한국언론진흥재단)
- 2017년 4월 10일 학생독서, 책쓰기 선도학교(대전광역시교육청)
- 2017년 4월 11일 학부모 학교 참여 지원(대전평생학습관)
- 2017년 4월 20일 희망학교 지원사업학교(대전광역시교육청)
- 2017년 6월 5일 식생활교육 사업 지원(식생활교육대전네트워크)
- 2017년 7월 9일 제19회 동부교육장배 학교스포츠클럽 배드민턴 대회(3위)
- 2017년 7월 14일 제19회 동부교육장배 학교스포츠클럽 넷볼 대회(1위)
- 2017년 7월 31일 제29회 초중학생 음악경연대회-가야금병창 부문(동상)
- 2017년 8월 9일 급식실 오븐기 교체(대전광역시교육청)
- 2017년 8월 10일 도서 구입비 지원(대전광역시교육청)
- 2017년 8월 19일 본동 외벽 균열보수 및 옥상 방수 공사(대전광역시교육청)
- 2017년 9월 8일 제13회 교육감배 학교스포츠클럽 넷볼 대회(1위)
- 2017년 9월 21일 제27회 민속놀이경연대회-사물놀이(앉은반)부문(금상)
- 2017년 11월 3일 어린이 안전모 지원(교통안전공단)
- 2017년 11월 15일 초등돌봄교실 환경 개선비 지원(대전광역시교육청)
- 2017년 11월 18일 제10회 전국학교스포츠클럽 넷볼 대회 참가(대전대표)
- 2018년 11월 18일 축구부 장학급 지원(대전광역시축구협회)
- 2017년 12월 6일 무선인프라 구축 지원(대전광역시교육청)
- 2017년 12월 10일 운동장 조회대 설치(동부교육지원청)
- 2017년 12월 20일 인조잔디 및 우레탄 운동장 준공식(대전광역시교육청)
- 2017년 12월 28일 급식실 현대화사업 착공(대전광역시교육청)

- 2018년 1월 30일 2018년 소프트웨어교육 선도학교(대전광역시교육청)
- 2018년 2월 9일 제45회 졸업식(56명 졸업 총9845명)
- 2018년 2월 20일 '공부하는 운동선수 방과후학교'운영학교 선정(대전광역시교육청)
- 2018년 2월 21일 2018년 식품안전, 영양교육 지원 학교 선정(교육부 식품의약품안전처)
- 2018년 3월 2일 학부모 재능기부 지원<사서도우미>(대전광역시교육청)
- 2018년 3월 12일 학교폭력예방 어깨동무학교 공모(대전광역시교육청)
- 2018년 3월 20일 기초학력향상지원사업 두드림학교(대전광역시교육청)
- 2018년 3월 23일 토요스포츠데이 지원(대전광역시교육청)
- 2018년 3월 28일 2018학년도 독서교육 선도학교 공모(대전광역시교육청)
- 2018년 3월 29일 2018 국제교류 온라인 수업교류 학교방문 지원(대전국제교육문화교류재단)
- 2018년 3월 29일 2018학년도 온라인 영어수업교류 운영학교(대전광역시교육청)

## 참고 문헌
- 대전화정초등학교 - 한국교육학술정보원 학교알리미

## 같이 보기
- 대전화정초등학교 축구단